# Harald Lamprecht (Kameramann)
Harald Lamprecht (* 9. November 1968 in Klagenfurt am Wörthersee) ist ein österreichischer Kameramann, Fotograf und Produzent. 

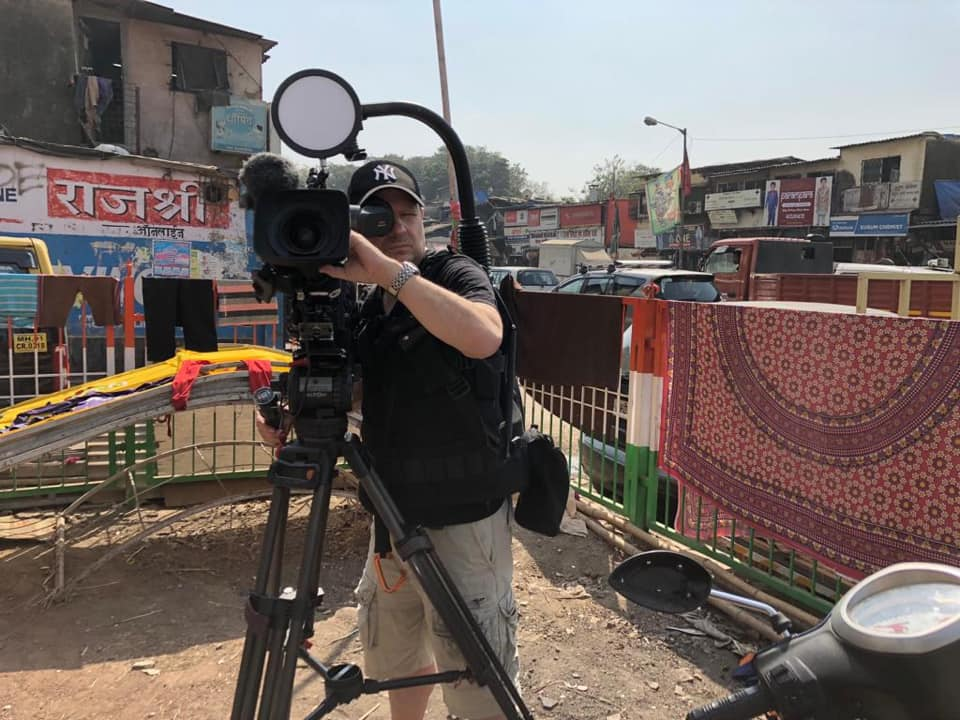
Harald Lamprecht 2019 bei Dreharbeiten in Indien

## Leben und Schaffen
Aufgewachsen ist Harald Lamprecht in der Kärntner Landeshauptstadt Klagenfurt am Wörthersee. Zunächst absolvierte er eine Ausbildung als Werbe- und Pressefotograf.
Aus Interesse am Film bewarb er sich 1990 bei der Produktionsfirma Lisa Film, wo er als Standfotograf bei der Serie Ein Schloß am Wörthersee erste Erfahrungen in der Filmbranche sammeln konnte. Bis 1996 war Lamprecht als Kameraassistenz von Franz Xaver Lederle, Heinz Hölscher, Klaus König, Marc Prill, Igor Luther, Gérard Vandenberg, Wolfgang Simon und Fabian Eder bei diversen Spielfilmen und Fernsehserien der Lisa Film tätig. Produziert wurde für die Fernsehsender ARD, ZDF, ORF und RTL.
1996 machte sich Lamprecht mit einer eigenen Produktionsfirma in Wien selbstständig.
Zusätzlich war er von 2000 bis 2009 gemeinsam mit Wolfgang Maier Geschäftsführer der Ricerco Film- + TV Produktion GmbH. 2002 gewannen sie den Goldenen Saturn für den besten Wirtschaftsfilm.
2006 produzierte Lamprecht Die Supernase – Unterhaltung aus Leidenschaft, ein Porträt über einen der erfolgreichsten deutschsprachigen Produzenten und Lisa-Film-Chef Karl Spiehs.
Von 2000 bis 2009 war Lamprecht Hauptkameramann der täglichen Society-Sendung High Society mit Dominic Heinzl auf ATV. 2010 wechselte er gemeinsam mit dem Moderator zum ORF, wo er für die ebenfalls tägliche Society-Sendung Chili arbeitete.
Heute ist Lamprecht vor allem in den Bereichen Fernsehreportage und Dokumentationen für diverse TV-Sender wie ORF, ServusTV, ATV und Puls 4 tätig.
Unter anderem dreht er Formate wie „Österreich unzensiert“ (Puls 4), „Bares für Rares Österreich“ (ServusTV) „Pfusch am Bau“ oder „Forsthaus Rampensau“ (ATV).
2020 gestaltete Lamprecht anlässlich des 30-jährigen Geburtstags der Fernsehserie Ein Schloß am Wörthersee in Zusammenarbeit mit Lisa Film ein Fotobuch zur Serie.

## Preise und Auszeichnungen
- 1992: 1. Platz bei der Staatsmeisterschaft der Filmamateure (jüngster Staatsmeister Österreichs)
- 2002: Goldener Saturn für den besten Wirtschaftsfilm